# Parlamentsvalet i Frankrike 2022
Parlamentsval hölls i Frankrike 12 och 19 juni 2022, för att välja de 577 ledamöterna i den femte franska republikens 16:e nationalförsamling. Valet följde på det franska presidentvalet 2022, som hölls i april 2022, och där Emmanuel Macron besegrade Rassemblement Nationals Marine Le Pen i den andra omgången, för en andra mandatperiod. 
Mellan president- och parlamentsvalet uppmanade kandidaten som kom på tredje plats i presidentvalet, Det okuvliga Frankrikes (LFI) Jean-Luc Mélenchon, fransmännen att välja honom till Frankrikes premiärminister genom cohabitation. Under veckorna som följde tog han initiativ till att grunda valkoalitionen Nouvelle Union populaire écologique et sociale (NUPES) som samlade LFI och andra vänsterpartier, som det traditionella Socialistiska partiet,  Europe Écologie Les Verts och Franska kommunistpartiet. 
De olika partier som utgjorde den parlamentariska majoriteten, det vill säga La République En Marche!, Demokratiska rörelsen, Agir och Horizons, omgrupperade sig också till en valkoalition under namnet Ensemble (Tillsammans). 
Inför parlamentsvalet var NUPES, Ensemble, Republikanerna och Rassemblement National de partier eller koalitioner som kunde förvänta sig betydande stöd. 
Den första valomgången kännetecknades av ett rekordlågt valdeltagande: 52 % stannade hemma från vallokalerna. Det var också dött lopp mellan NUPES och Ensemble. Valdeltagandet var än lägre i den andra omgången, men trots det högre än 2017. Ensemble kvarstod som nationalförsamlingens största politiska kraft med 245 mandat, men förlorade sin absoluta majoritet. NUPES fick mellan 131 och 150 mandat, beroende på om man räknar ledamöter från de utomeuropeiska territorierna eller inte, och fördubblade således antalet mandat, i huvudsak tack vare starka resultat i storstadsområdena.
Rassemblement National ökade med 81 mandat, till 89 mandat, och skördade stora framgångar huvudsakligen i lantliga departement. Republikanerna fick 64 mandat, och förlorade således hälften av sina mandat jämfört med 2017. Därmed blev man oppositionens tredje största politiska kraft, och fick en potentiell vågmästarroll genom det. Högerliberala UDI utraderades nästan, och plockade hem tre mandat.
För första gången sedan parlamentsvalet 1988 fick den valda presidenten bara en relativ majoritet i nationalförsamlingen. Det är också den första gången som det sker, sedan mandatperioden förkortades till fem år 2000. På så vis är den sextionde nationalförsamlingen en av de mest polariserade och fragmentiserade under den femte republiken. Politiska kommentatorer förstår resultatet som ett missnöje med Emmanuel Macron och en risk för stor politisk instabilitet och institutionella blockeringar. Samtidigt är de olika politiska krafter som är invalda mycket olika, vilket kan göra det svårt att nå överenskommelser mellan de olika partierna.

## Bakgrund
Efter det franska parlamentsvalet 2017 har president Emmanuel Macrons parti Renaissance (tidigare känt som La République En Marche!) och dess allierade haft en majoritet i nationalförsamlingen (577 mandat). Hans partigrupp har 308 ledamöter. Demokratiska rörelsen (MoDem) har 42 ledamöter, och Agir, som skapades i november 2017, har 9 ledamöter.
Det franska presidentvalet 2022 hölls 10 och 24 april 2022. Eftersom ingen kandidat vann majoritet i den första omgången hölls en andra omgång, där Emmanuel Macron besegrade Marine Le Pen och omvaldes till Frankrikes president. Macron, från mittenrörelsen La République En Marche! (LREM), besegrade Le Pen, ledare för det högerextrema Rassemblement National (RN), redan i presidentvalet 2017. I den första omgången i valet 2022 tog Macron ledningen med 27,9 % av rösterna, medan Valérie Pécresse, kandidaten för Republikanerna, tog under 5 % av rösterna i den första omgången, det sämsta resultatet i partiets eller dess gaullistiska föregångares historia. Anne Hidalgo, Paris borgmästare, fick 1,75 % av rösterna, det sämsta i Socialistpartiets (PS) historia. Jean-Luc Mélenchon från vänsterrörelsen La France Insoumise (LFI) kom trea i den första omgången med 21,95 % av rösterna och 1,2 % bakom andraplacerade Le Pen. Han blev störst i åldrarna 18–24 och 25–34 år, samt i Île-de-France, regionen med mest invånare i Frankrike.
Inför parlamentsvalet försökte La France Insoumise, den största vänsterkraften i presidentvalet, ena de viktigaste vänsterorienterade partierna i plattformen Nouvelle Union Populaire écologique et sociale (NUPES). Diskussioner fördes med bland annat det franska kommunistpartiet som gick med i koalitionen den 1 maj, medan en överenskommelse med Socialistpartiet om att gå med i koalitionen slöts den 4 maj.
Den 5 maj 2022 bytte LREM sitt namn till Renaissance. Man presenterade en centristisk koalition inför parlamentsvalet som består av majoritetspartierna i plattformen Ensemble.
Den 16 maj 2022 utsåg Macron Élisabeth Borne till premiärminister att ersätta Jean Castex. Borne, medlem av Renaissance och tidigare i Socialistpartiet, var Macrons arbetsmarknadsminister innan hon utsågs till premiärminister. Hon är den andra kvinnan som innehar posten.

## Datum
Enligt bestämmelserna i vallagen måste parlamentsvalet hållas inom 60 dagar innan den avgående nationalförsamlingens mandat löper ut, det vill säga den tredje tisdagen i juni, fem år efter att nationalförsamlingen valdes. Slutet på mandatet för den nationalförsamling som valdes 2017 är den 21 juni 2022. Datumen för parlamentsvalet bestämdes av Frankrikes regering.

## Valsystem
De 577 parlamentsledamöterna som utgör nationalförsamlingen väljs för fem år i majoritetsval i två omgångar i enmansvalkretsar. En kandidat som får en absolut majoritet av giltiga röster och en röstsumma motsvarande 25 % av de registrerade väljarna väljs i första omgången. Om ingen kandidat når denna tröskel, hålls ett omval bland kandidater som fått en röstsumma motsvarande 12,5 % av de registrerade väljarna. Den kandidat som får flest röster i andra omgången väljs. 

## Större partier och allianser
| Parti eller allians | Parti eller allians                   | Parti eller allians                   | Parti eller allians                    | Huvudideologi               | Politisk vinkel             | Partiledare           |
| ------------------- | ------------------------------------- | ------------------------------------- | -------------------------------------- | --------------------------- | --------------------------- | --------------------- |
|                     | Ensemble                              |                                       | La République En Marche! och allierade | Liberalism                  | Center                      | Stanislas Guerini     |
|                     | Ensemble                              | Demokratiska rörelsen                 | Liberalism                             | Center till center-höger    | François Bayrou             |                       |
|                     | Ensemble                              | Horizons                              | Liberalism                             | Center-höger                | Édouard Philippe            |                       |
|                     | Ensemble                              | Territoires et Progrès                | Socialliberalism                       | Center till Center-vänster  | Olivier Dussopt             |                       |
|                     | Ensemble                              | Agir                                  | Konservativ liberalism                 | Center-höger                | Franck Riester              |                       |
|                     | UDC                                   |                                       | Republikanerna och allierade           | Liberal konservatism        | Center-höger                | Christian Jacob       |
|                     | UDC                                   | Union des démocrates et indépendants  | Liberalism                             | Center till center-höger    | Jean-Christophe Lagarde     |                       |
|                     | NUPES                                 |                                       | La France Insoumise och allierade      | Demokratisk socialism       | Vänster till extremvänster  | Adrien Quatennens     |
|                     | NUPES                                 | Pôle écologiste                       | Grön politik                           | Center-vänster till vänster | Julien Bayou                |                       |
|                     | NUPES                                 | Socialistpartiet och allierade        | Socialdemokrati                        | Center-vänster              | Olivier Faure               |                       |
|                     | NUPES                                 | Franska kommunistpartier              | kommunism                              | Extremvänster               | Fabien Roussel              |                       |
|                     | Rassemblement National och allierade  | Rassemblement National och allierade  | Rassemblement National och allierade   | Högerpopulism               | Extremhöger                 | Jordan Bardella       |
|                     | Parti Radical de Gauche och allierade | Parti Radical de Gauche och allierade | Parti Radical de Gauche och allierade  | Socialliberalism            | Center-vänster              | Guillaume Lacroix     |
|                     | UPF                                   |                                       | Debout la France och allierade         | Nationalkonservatism        | Höger till extremhöger      | Nicolas Dupont-Aignan |
|                     | UPF                                   | Les Patriotes                         | fransk nationalism                     | Höger till extremhöger      | Florian Philippot           |                       |
|                     | Lutte Ouvrière                        | Lutte Ouvrière                        | Lutte Ouvrière                         | trotskism                   | Extremvänster               | Nathalie Arthaud      |
|                     | Reconquête och allierade              | Reconquête och allierade              | Reconquête och allierade               | fransk nationalism          | Extremhöger                 | Éric Zemmour          |
|                     | FGR                                   |                                       | Gauche républicaine et socialiste      | Socialism                   | Center-vänster till vänster | Emmanuel Maurel       |
|                     | FGR                                   | Mouvement républicain et citoyen      | Social gaullism                        | Vänster                     | Jean-Luc Laurent            |                       |